# Pawężnica łuseczkowata

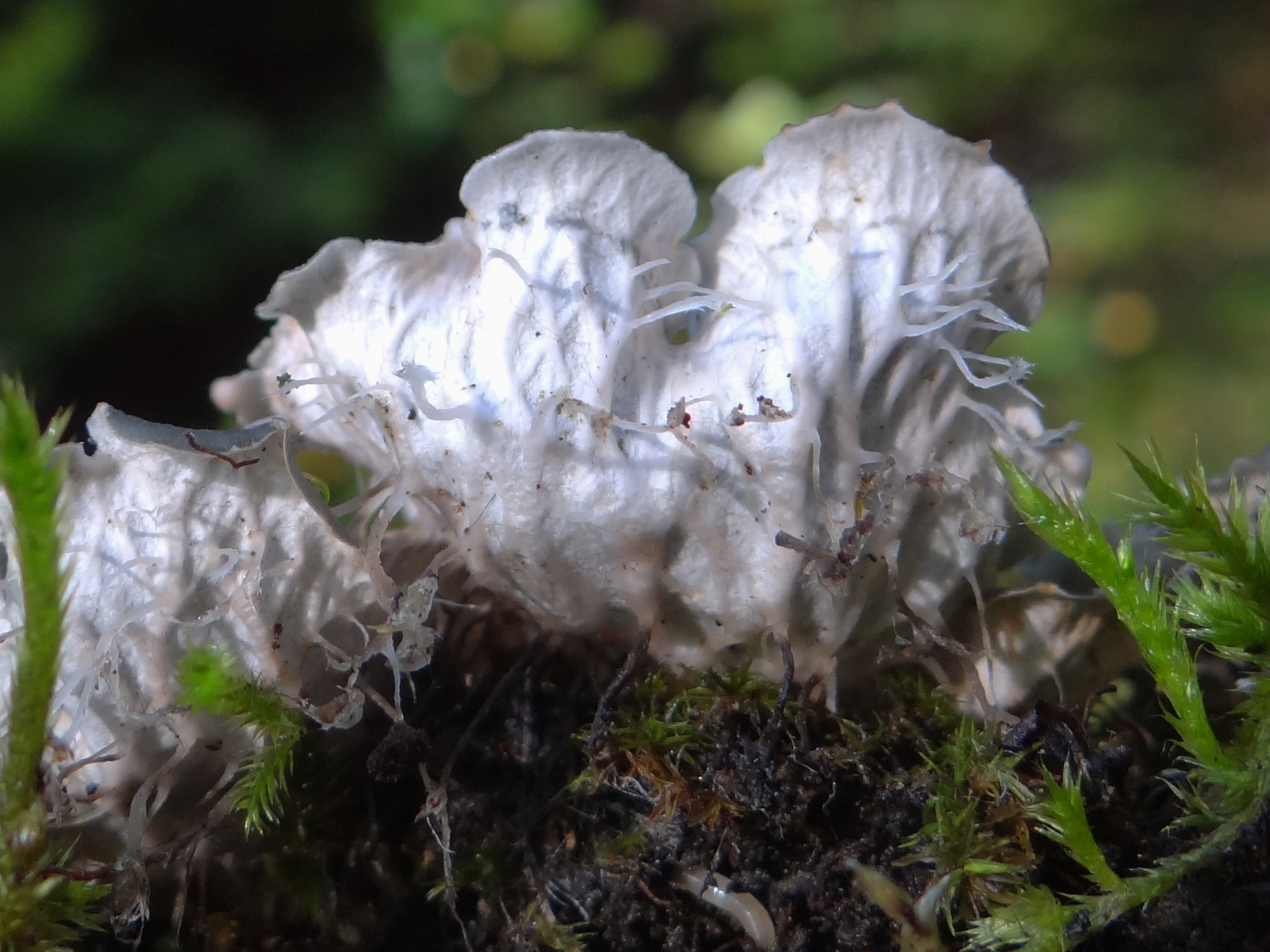
Jasne chwytniki na dolnej stronie plechy

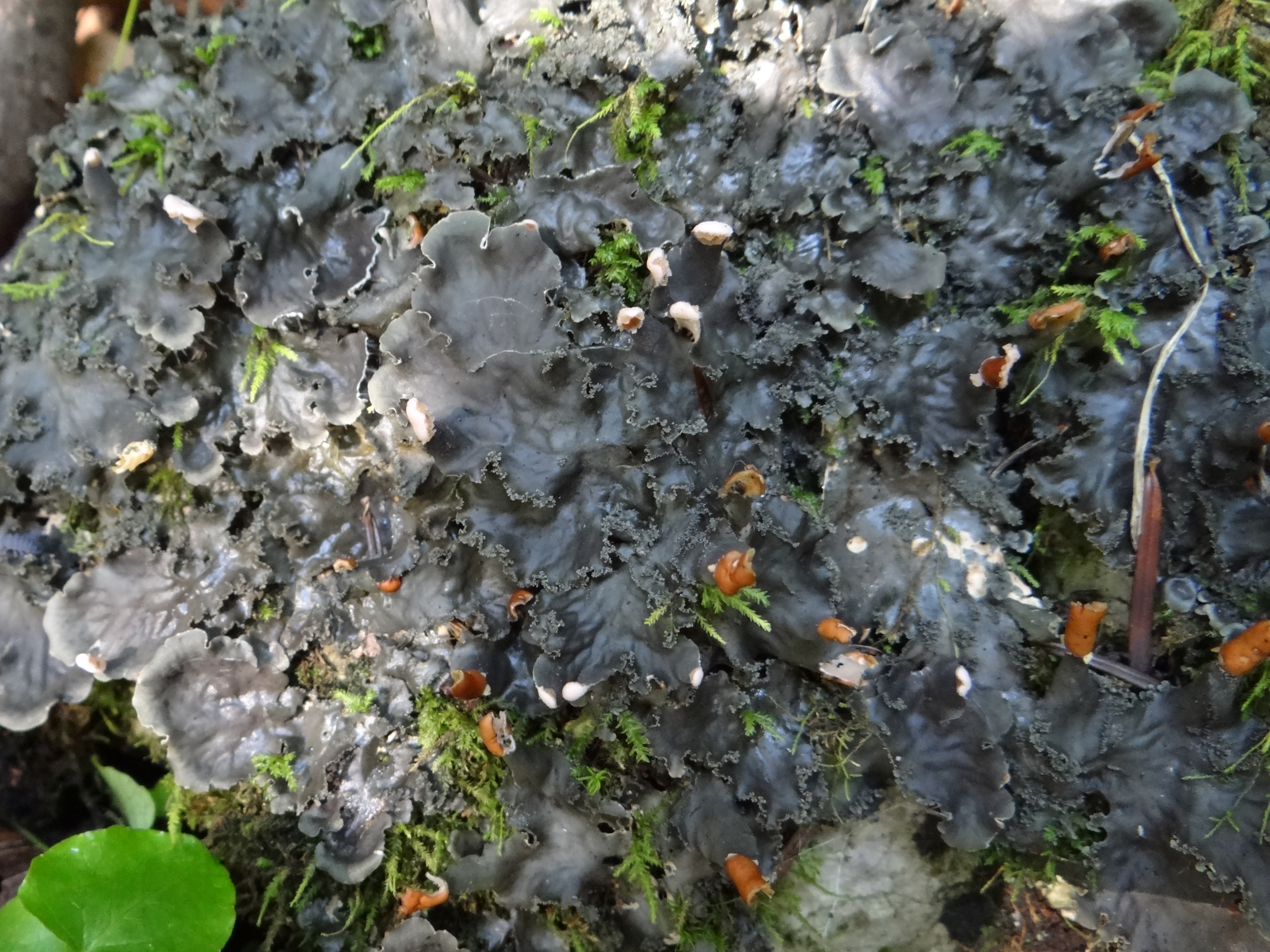
Duża plecha na omszonej skale

 Pawężnica łuseczkowata  (Peltigera praetextata (Flörke ex Sommerf.) Zopf) – gatunek grzybów z rodziny pawężnicowatych (Peltigeraceae). Ze względu na współżycie z glonami zaliczany jest do porostów.

## Systematyka i nazewnictwo
Pozycja w klasyfikacji według Index Fungorum: Peltigera, Peltigeraceae, Peltigerales, Lecanoromycetidae, Lecanoromycetes, Pezizomycotina, Ascomycota, Fungi.
Po raz pierwszy takson ten zdiagnozował w roku 1824 Heinrich Gustav Flörke jako Peltidea ulorrhiza, w 1826 Søren Christian Sommerfelt uznał go tylko za odmianę, nadając mu nazwę Peltidea ulorrhiza var. praetextata. Obecną, uznaną przez Index Fungorum nazwę nadał mu w roku 1909 Friedrich Wilhelm Zopf.
Niektóre synonimy naukowe:
- Peltidea ulorrhiza var. praetextata Flörke ex Sommerf. 1826
- Peltigera canina subsp. praetextata (Flörke ex Sommerf.) Lambinon ex Ozenda & Clauzade, 1970
- Peltigera canina var. praetextata (Flörke ex Sommerf.) Vain., 1899
- Peltigera rufescens var. praetextata (Flörke ex Sommerf.) Nyl. 1860

Nazwa polska według Krytycznej listy porostów i grzybów naporostowych Polski. 

## Morfologia
Duża listkowata plecha osiągająca szerokość do 20 cm. Czasami ma postać rozetek, najczęściej jednak rośnie nieregularnie. Jest głęboko wcinana, składa się z wielu sztywnych i kruchych odcinków o szerokości 1–2 cm i długości 2–4 cm. Mają brzegi wcinane lub karbowane i wzniesione. Powierzchnia górna o barwie szarej, brunatnej lub brunatnoszarej, pokryta pilśniowatymi, przylegającymi włoskami. W stanie wilgotnym jest zielonkawa, po wysuszeniu czarniawa. Występują w niej glony z rodzaju Nostoc luźno przeplatane strzępkami grzyba. Charakterystyczną cechą jest występowanie na brzegach odcinków łuseczkowatych, dość często powcinanych izydiów, które czasami tworzą nieregularne skupienia. Izydia mają rozmiar 0,3–1,5 mm. Dolna powierzchnia jest biaława lub brunatnawa z dobrze widocznymi żyłkami oraz licznymi, jasnymi i nierozgałęzionymi chwytnikami. Reakcje barwne: wszystkie negatywne.
Apotecja powstają dość często na zwężonych końcach odcinków. Są wzniesione, brązowe, okrągłe, siodełkowato wygięte i mają średnicę 4–10 mm. Powstają w nich 4–8-komórkowe o wrzecionowatym kształcie, bezbarwne askospory o rozmiarach 35–70 × 3–5 μm. W jednym worku powstaje po 8 askospor. Mają 3–5 przegród poprzecznych. Pyknidia nie występują.

## Występowanie i siedlisko
Gatunek kosmopolityczny, występujący niemal na wszystkich kontynentach z wyjątkiem Antarktydy. W Polsce występuje zarówno na niżu, jak i w niższych położeniach górskich, ale jest rzadki. Znajduje się na Czerwonej liście roślin i grzybów Polski. Ma status VU – gatunek w sytuacji wysokiego ryzyka wymarcia w stanie dzikim w regionie. W Polsce podlega ścisłej ochronie gatunkowej.
Rośnie na skałach porośniętych mchami, na próchnicznej glebie,  u podstawy pni drzew oraz na próchniejącym drewnie.

## Gatunki podobne
Obecność łuseczkowatych izydiów na brzegach odcinków plechy, oraz jasne i nierozgałęzione chwytniki dość łatwo pozwalają odróżnić ten gatunek od podobnych gatunków pawężnic. Problemy mogą być jednak z młodymi okazami, u których nie występują jeszcze izydia. Należy też uważać, by nie pomylić z pawężnicą pagórkową (Peltigera collina), która nie ma izydiów, ale na obrzeżach odcinków ma urwistki. W stanie wysuszonym podobna jest pawężnica pergaminowa (Peltigera membranacea)